# Dragestil
Dragestil er en arkitektonisk stil, der opstod i Norge i slutningen af 1800-tallet, og som var særligt udbredt fra 1880 til 1910. Den har rødder i nationalromantikken og J.C. Dahls arbejde for at bevare stavkirkerne. Desuden blev vikingeskibene Tuneskibet, Gokstadskibet og Osebergskibet udgravet på denne tid. Dragestilen kan ses som en naturlig afslutning på 1800-tallets tilbageskuende stiludvikling.

## Baggrund
Dragestilen var resultatet af de første bevidste bestræbelser på at skabe en national norsk træarkitektur. Inspirationen kom især fra stavkirkerne med deres ornamentik, der blev formidlet af illustreret arkæologisk arkitektur, og ikke mindst fra Lorentz Dietrichsons bog om stavkirkerne fra 1892. Arkitekterne foretog også egne studierejser. De gik ikke ud fra en bestemt stavkirke eller portal, men Urnes stavkirke og især Borgund stavkirke var vigtige forbilleder. Motiverne med ranker og drageslyng blev til at begynde med kopieret efter forbilleder fra middelalderen men senere også udviklet mere frit efter fantasien. Der blev gerne placeret dragehoveder på spidsen af gavlene og nederst på vindskederne efter forbillede fra mange af stavkirkerne, deraf stilens populære navn. Der blev også hentet byggemåder fra gårde i bygder inde i landet, især fra lofter, fadebure og svalegangsbygninger fra 1700-tallet og begyndelsen af 1800-tallet.
Stilen benyttede sig også af træk fra schweizerstilen, så som høje grundmure, ofte i natursten, asymmetrisk grundplan og dekorative snedkerier på gavle og svalegange. Konstruktionerne var en blanding af lafte- og stavteknik.
De vigtige eksempler på dragestilen er Frognerseteren restaurant fra 1890 og Holmenkollen Turisthotell, der blev bygget i 1889, men som brændte i 1895. De blev begge tegnet af arkitekten Holm Munthe. Dalen Hotel i Telemark, der blev opført i 1894 efter tegninger af Haldor Larsen Børve, er af Riksantikvaren blevet betegnet som et nationalt umisteligt eksempel på dragestilshoteller fra forrige århundredskifte.
I begyndelsen af 1900-tallet kom der en reaktion mod dragestilen blandt ledende arkitekter, og den gik snart af mode. Nogle arkitekter, der arbejdede indenfor jugendstilen, benyttede sig af elementer fra dragestilens ornamentik. Arkitekten Henrik Bull inkorporerede dragestilsornamenter i regeringsbygningen fra 1904.

## Dragestilens faser
Dragestilen kan inddeles i to faser.

### Den første fase
Stilen opstod i 1870'erne i Sverige, hvor den kaldes fornnordisme. Efter 1880 blev den taget i brug af norske arkitekter med tilknytning til nationalromantikken. Den førende arkitekt var Holm Hansen Munthe, der kom hjem fra studier i Tyskland under Hase i 1878. Han havde et bevist forhold til træarkitekturen, og i løbet af de næste femten år skabte han dragestilen som et arkitektonisk stilbegreb. To af hans tidligere værker er ventesalen for dampskibspassagerer i Pipervika og Saugbrugsforeningens portal ved Den norske industri- og kunstutstilling i Slottsparken, begge fra 1883 og begge senere flyttet og genopført i det nuværende Norsk Folkemuseum. Hans vigtigste værker blev skabt i perioden efter 1889, da han tegnede flere bygninger for Holmenkol-Voxenkol-Selskabet, heriblandt Peisestuen og Holmenkollen Turisthotell og Sanatorium fra 1889 (brændt 1895), og sportsstuer på Holmenkollen og Frognerseteren. For Kristiania kommune opførte han Frognerseteren restaurant i 1890 med udvidelse i 1907-1090 og restauranterne Hasselbakken i St. Hanshaugen i 1891 (brændt 1936). Den tyske kejser Wilhelm 2. blev under sit statsbesøg i 1890 så begejstret for Holm Munthes bygninger, at han lod arkitekten tegne sit jagtslot med stavkirkeinspireret kapel i Rominten i det daværende Østpreussen (ødelagt i 1945) og Matrosenstation Kongsnæs i Potsdam, hvoraf nogle bygninger overlevede krigen.
Dragestilen kom på mode og blev videreført efter Munthes død i 1908, blandt andet af hans assistenter fra udbygningen på Holmenkollen, Henning Kloumann, Balthazar Lange og Ole Sverre.
Bygningerne blev tilpasset terrænet og blev lavere end bygninger i schweizerstil. Et karakteristisk træk var en stærk uregelmæssig og varieret grundplan. Arkitekterne var også optaget af, at materialerne skulle være ægte, og de brugte derfor sokler af natursten og foretrak at tjære bygningerne udvendigt og fernisere dem indvendigt, sådan at træets struktur blev fremhævet.
Bygningerne havde også svalegange med små rundbuede arkader, fremstående overetager og lave gavle. Gavlene kunne være dekoreret med nygotiske eller schweizisk inspirerede detaljer, og de kunne stikke langt udenfor væggen som på mange af schweizerstilens bygninger. Bygningerne blev også udsmykket med drager og romanske ranker. Det blev gjort bevidste forsøg på at finde frem til et norsk stiludtryk. Denne første fase var fantasifuld, national og urationel. Den varede til omkring 1905.

### Den anden fase
Den anden fase regnes for at være fra ca. 1910 til 1915. Den er mindre fantasipræget og har stilistisk forbindelse til jugendstil. Dragestilens egentlige afslutning falder sammen med afslutningen på den anden, da de blev forladt af arkitekterne. Men indenfor den mere folkelige byggeskik blev der opført dragestilsprægede huse flere steder i landet til langt op i mellemkrigstiden.

## Karakteristiske kendetegn ved dragestil
- Tømmervægge uden paneler. På denne måde blev der genoptaget elementer fra den gamle norske laftetradition.
- Dekorationer fra stavkirker og vikingetiden i form af blandt andet dragehoveder.
- Ofte stejle tage og store tagudhæng.